# USS Essex (CV-9)
La USS Essex  (CV/CVA/CVS-9), capoclasse della classe omonima, è stata una portaerei della US Navy che ha combattuto nella seconda guerra mondiale e nella guerra di Corea.

## Costruzione

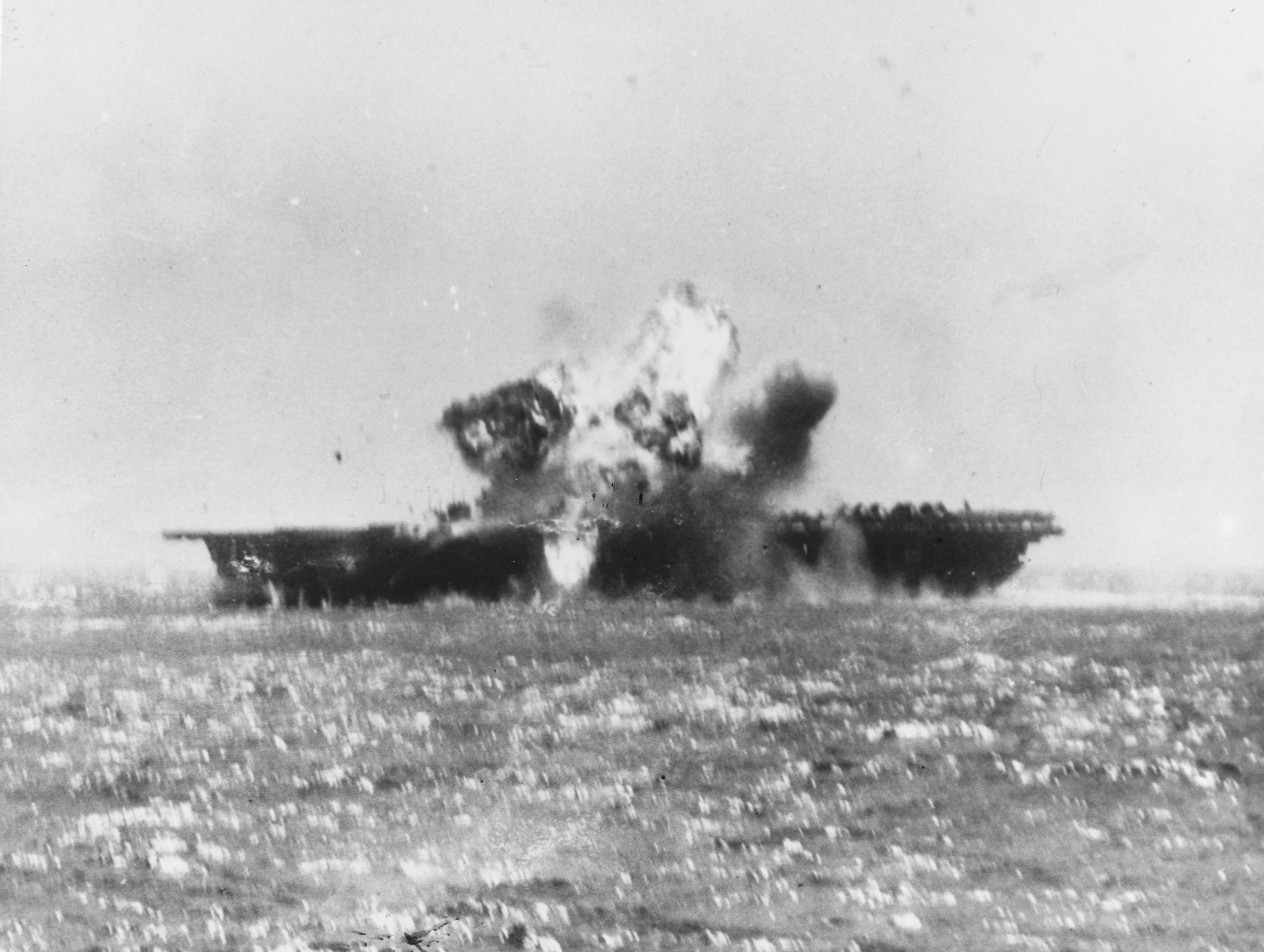
Un aereo kamikaze giapponese esplode sul ponte della Essex a mezzanave. 25 novembre 1944

Evoluzione della classe Yorktown, era una nave da circa 270 metri e 30.000 tonnellate, la Essex fu impostata il 28 aprile 1941 nei cantieri Newport News Shipbuilding and Dry Dock Co., e varata il 31 luglio 1942, con madrina la signora Artemus L. Gates, moglie del vice segretario alla Marina e all'Aviazione. Fu immessa in servizio il 31 dicembre 1942 al comando del capitano di vascello Donald B. Duncan.
Capace di ospitare circa 90 aerei, con un'eccellente autonomia e grande quantità di carburante avio, ha avuto grande successo insieme al resto delle navi della classe. Il suo principale punto debole era il ponte di volo, costituito solo da 20 cm di legno, assolutamente non corazzato, per ridurre i pesi in alto, ma questa capacità di ospitare un gran numero di aerei grazie alle dimensioni conseguenti le rendeva vulnerabili in caso di bombardamenti o attacchi kamikaze. Originariamente le unità di questa classe non erano dotate di ponte di volo angolato, che fu aggiunto in un secondo tempo, anche se non a tutte le unità del primo lotto del quale la Essex faceva parte. In effetti la nave era leggermente più corta della successiva Ticonderoga che insieme alle gemelle è a volte considerata classe a sé.

## Propulsione
La nave era dotata alla costruzione di 8 caldaie da 3,900 kPa ad 450 °C, con 4 turbine a vapore ad ingranaggi prodotte dalla Westinghouse; le 4 eliche trasmettevano i 150 000 shp (110 MW) per ottenere una velocità di 33 nodi.

## Armamento
L'armamento del tempo di guerra era composto da cannoni a tiro rapido in funzione antiaerea.
La dotazione era di 4 cannoni binati da 5 "/38 (127 mm x 38 calibri di lunghezza di canna), 4 cannoni singoli da 5 "/38, 8 cannoncini quadrinati da 40 mm / 56 calibri, 46 cannoni singoli da 20 mm / 78 calibri.

## Elettronica di bordo
La portaerei era fornita di radar di scoperta aerea e navale.
Inizialmente non era presente il sonar, strumentazione che non venne aggiunta neanche nelle due fasi di ristrutturazione principale. Nel 1966 venne installato un sonar a lungo raggio SQS-23 per il nuovo ruolo antisommergibile.

## Mezzi aerei
La componente di volo inizialmente era composta da 90-100 aerei di vario tipo, tra cui caccia Grumman F6F-3/4 Hellcat e Vought F4U-b/c/d Corsair, aerosiluranti Grumman TBF Avenger e bombardieri in picchiata/ricognitori Curtiss SB2C Helldriver.

## Storia

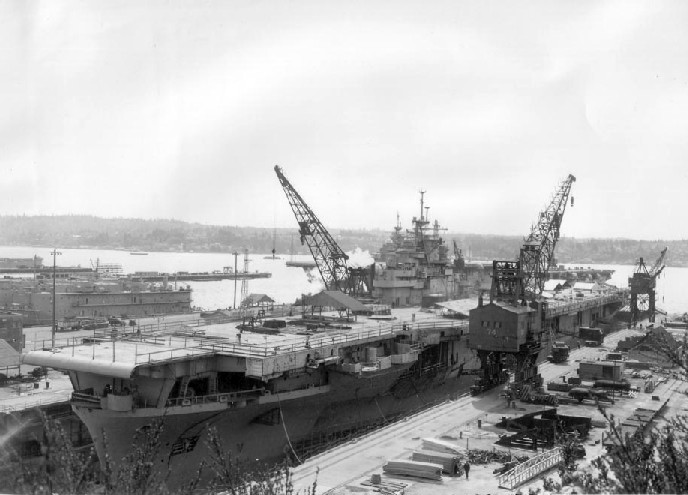
La Essex durante la modernizzazione (SCB-27) nel 1949.

La nave fu impostata nell'aprile del 1942 ed entrò in servizio nello stesso anno. Partecipò a vari attacchi alle isole di Marcus e Wake, alle Isole Gilbert e Kwajalein; attacchi a Truk e alle Isole Marianne Settentrionali, Saipan, Guam, Tinian, Palau e alla battaglia del Mare delle Filippine; attacchi a Luzon, alla costa cinese, le Isole Ryukyu, Iwo Jima, Okinawa e al Giappone.
Nel novembre del 1944 fu colpita da un kamikaze a Leyte e di nuovo nell'aprile del 1945 al largo di Okinawa, ma riuscì a sopravvivere ad entrambi gli attacchi. Durante le ostilità la nave ottenne 13 battle star e la Presidential Unit Citation, menzione d'onore.
Dopo la fine della guerra, nel 1949, venne sottoposta al programma di modernizzazione SCB-27, che metteva la nave in condizione di far operare aerei a reazione, e consisteva di un rinforzo alla struttura del ponte di volo, di un restringimento dell'isola, della creazione di rifugi blindati per i componenti dell'equipaggio che lavoravano sul ponte di volo, di stanze di riposo per gli equipaggi aerei in prontezza operativa e dell'adozione di catapulte di tipo diverso in base allo standard. Quasi tutta l'artiglieria venne sbarcata lasciando solo impianti singoli agli angoli del ponte e gli impianti Oerlikon da 40 mm sostituiti con installazioni binate da 3". Infatti il programma SCB-27 prevedeva i differenti standard A (catapulte idrauliche H8, le più potenti disponibili negli anni quaranta), B e C (quest'ultimo comprendeva tra l'altro l'installazione di catapulte a vapore e la costruzione di depositi per lo stoccaggio di armi nucleari). La nave venne sottoposta a lavori per circa due anni in questa fase.
Partecipò anche alla guerra di Corea, nella quale ottenne altre 5 battle star, e prestò servizio sia nella Flotta Atlantica che in quella del Pacifico dopo il secondo conflitto mondiale, inizialmente come CVA (Carrier Vessel Attack - portaerei d'attacco).

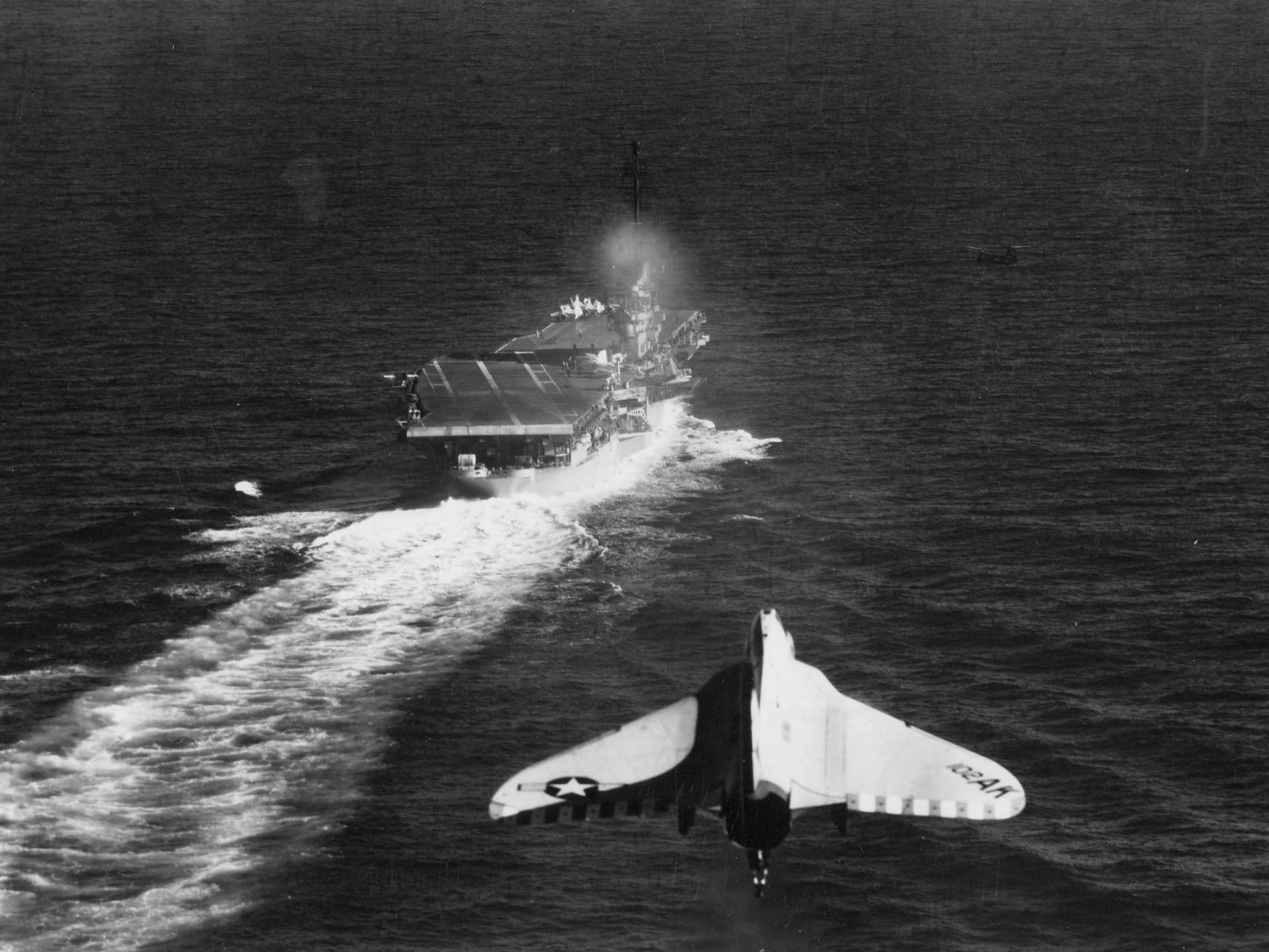
Uno F4D-1 Skyray in avvicinamento alla Essex durante la sua ultima crociera come portaerei d'attacco nel 1959–60.

Dopo la guerra di Corea, la Essex fu una delle 15 portaerei della sua classe ad essere sottoposta al programma di modernizzazione SCB-125, che comportò lavori della durata di circa 7/8 mesi. In questa fase la nave fu dotata di ponte di volo angolato e di un nuovo "hurricane bow", la cosiddetta "prua da uragano" che ne migliorava la tenuta al mare, e l'ascensore anteriore venne spostato dalla posizione centrale a quella laterale che a tutt'oggi è uno standard sulle navi portaerei.
Nel 1961 la nave venne inviata in una "crociera di addestramento", in realtà missione segreta intorno a Cuba, portando a bordo 14 A4 Skyhawk con i contrassegni rimossi, che avrebbero dovuto dare il supporto dal mare allo sbarco della Baia dei Porci. La parte navale della missione venne poi cancellata e l'equipaggio tenuto all'oscuro.

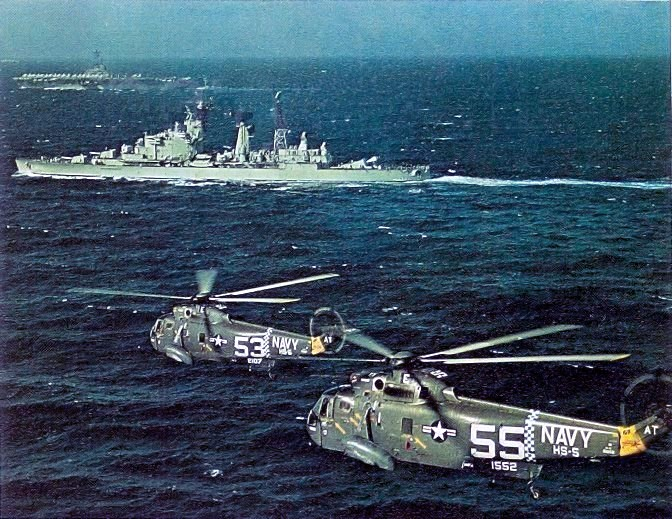
La Essex (ridesignata CVS-9) in secondo piano dietro l'incrociatore olandese HNLMS De Zeven Provinciën nel 1967; in primo piano due SH-3A del suo squadrone antisommergibili HS-5 Night Dippers

Nel 1966 venne riconvertita al ruolo di nave antisommergibili (CVS), e in quest'ottica dotata di sonar a lungo raggio SQS-23.
La Essex doveva anche recuperare il 7 marzo 1967 gli astronauti della prima missione spaziale con equipaggio statunitense, Apollo 1, ma l'incidente che causò la morte dell'intero equipaggio al Complesso di lancio 34 della Cape Canaveral Air Force Station fece cancellare la missione. La nave recuperò poi l'equipaggio dell'Apollo 7 il 2 ottobre 1968 al largo di Porto Rico.
La nave fu decommissionata il 30 giugno 1969 e cancellata dal Registro Navale statunitense il 1º giugno 1973 venendo venduta per la rottamazione il 1º giugno 1975.